# Marcus Antonius
Marcus Antonius (født 20. april 83 f.Kr., død august 30 f.Kr.) var en romersk politiker og general, medlem af det andet Triumvirat. Når vi i dag ved, at hans fødselsdag var 20. april, skyldes det, at romerne senere erklærede dagen for nefastus (= ulykkesdag). Han betragtede sig som efterkommer af Anton en søn af halvguden Herkules og var også høj og muskuløs. Cicero syntes, han lignede en bokser og slagter.
Han tilhørte en politisk indflydelsesrig plebejerfamilie og var en vigtig støtte for Julius Cæsar som militær leder og administrator. Ved mordet på Cæsar 44 f.Kr. var Antonius hans medconsul og tog straks ledelsen af popularerne. Han vendte stemningen imod cæsarmorderne og sikrede popularernes indflydelse. Han blev udsat for voldsomme personlige angreb fra Cicero, som beskyldte ham for at søge diktatormagt.
Efter en kort uheldig krig mod sin rival, Cæsars grandnevø Octavian (senere Augustus), slog Antonius om, allierede sig med ham og ryttergeneralen Lepidus og dannede det andet triumvirat 43 f.Kr.. Sammen med dem stod Antonius for de voldsomme udrensninger blandt senatorerne som fulgte alliancen. Han menes at være ansvarlig for Ciceros død. Det var Antonius, som ledede Folkepartiets hær i det endelige opgør med cæsarmorderne Brutus og Cassius, som blev knust i slaget ved Philippi 42 f.Kr.
Den næste halve snes år var Antonius og Octavian Romerrigets herrer og ledede styret i øst. Antonius blev som led i alliancen gift med Octavians søster, men han traf den egyptiske dronning Kleopatra VII, som blev hans elskerinde og samleverske, og som han fik tre børn med: tvillingerne Alexander Helios (Solen) og Cleopatra Selene (Månen) samt Ptolemaios Philadelphus. Forholdet til Octavian blev dårligere, og det andet triumvirat sluttede i 33 f.Kr. og det kom til åben krig. Octavian besejrede Antonius i søslaget ved Actium i 31 f.Kr., og Antonius og Kleopatra begik selvmord.
Antonius er blevet både rost og kritiseret af historikerne: han roses som en dygtig general med stort personligt mod, men kritiseres for drikfældighed, brutalitet og ustabilitet. Ved sin slægtsskabsforbindelse til Augustus blev han stamfader til tre romerske kejsere: Caligula, Claudius og Nero.

## Tidlige liv
Som medlem af den plebejiske gens Antonia blev Antonius født i Rom den 14. januar 83 f.Kr. Hans far og navnebror var Marcus Antonius Creticus, som var søn af den dygtige taler Marcus Antonius (143–87 f.Kr.), der var blevet myrdet under Gajus Marius' udrensninger i vinteren 87-86 f.Kr. Hans mor var Julia, en kusine til Julius Cæsar. Antonius var spædbarn på tidspunktet for Lucius Cornelius Sullas march mod Rom i 82 f.Kr.
I henhold til Marcus Tullius Cicero var Antonius' far inkompetent og korrupt, og han fik kun magt, fordi han var ude af stand til at bruge eller misbruge den effektivt. I 74 f.Kr. fik han militær kommando til at besejre piraterne i Middelhavet, men han døde på Kreta i 71 f.Kr. uden at have gjort nogen væsentlig fremgang. Den ældre Antonius' død efterlod Antonius og hans brødre – Lucius og Gajus – i deres mors, Julias, varetægt, som efterfølgende giftede sig med Publius Cornelius Lentulus Sura, som var et fremtrædende medlem af den gamle patricier-klasse. Til trods for at Lentulus udnyttede sin politiske succes til økonomisk gevinst, var han konstant i gæld på grund af sin ekstravagance. Han var en central figur i den Catilinariske sammensværgelse og blev efterfølgende henrettet på ordre fra konsulen Cicero i 63 f.Kr. for sin involvering heri.
Ifølge historikeren Plutarch brugte Antonius sine teenageår på at strejfe rundt i Rom sammen med sine brødre og venner, hvor de gamblede, drak og involverede sig i skandaløse kærlighedsaffærer. Antonius' samtidige og fjende, Cicero, anklagede ham for at have et homoseksuelt forhold til Gajus Scribonius Curio. Denne form for bagvaskelse var populær i denne periode i den Romerske Republik for at nedgøre og diskreditere politiske modstandere. Der er lidt pålidelig information om hans politiske aktivitet som ung mand, selvom det er kendt, at han var en tilhænger af Publius Clodius Pulcher og hans gadebande. Han kan også have været involveret i Lupercal-kulten, da han senere i livet blev omtalt som præst for denne orden. I en alder af tyve år havde Antonius ophobet en enorm gæld. I håb om at undslippe sine kreditorer flygtede Antonius til Grækenland i 58 f.Kr., hvor han studerede filosofi og retorik i Athen.